# Balthasar Gérard
Balthasar Gérard, född 1557, död 13 juli 1584, var en fransk attentatsman.
Gérard var en fanatisk katolik, som 10 juli 1584 mördade den nederländske ståthållaren Vilhelm I av Oranien i dennes bostad Prinsenhof i Delft med pistolskott. Han avrättades 13 juli 1584 efter tre dagars svår tortyr.
Hans familj adlades efteråt av Filip II av Spanien.